# Holzheim (Nuova Ulma)
Holzheim è un comune tedesco di 1 771 abitanti, situato nel land della Baviera.